# Красногорське (Красногорський район, Удмуртія)
Красного́рське (рос. Красногорское) — село, центр Красногорського району.

## Населення
Населення — 4425 осіб (2010; 4559 в 2002).
Національний склад станом на 2002 рік:
- росіяни — 59 %
- удмурти — 39 %

## Господарство
В селі знаходиться Покровський храм збудований з червоної цегли в 1910 році на місці старої дерев'яної церкви.
В Красногорському діють середня школа та гімназія, 3 садочки, центр дитячої творчості, лікарня, клуб, бібліотека, молодіжний центр та комплексний центр соціального обслуговування. Серед підприємств працюють ТОВ «Енергія», ТОВ «Північ», ТОВ «Віра», філіал «Удмуртавтодор», дільниця Глазовських електромереж, газова дільниця «Удмуртгаз», лісництво.

## Історія
Село було офіційно засноване указом В'ятської духовної консисторії 1 квітня 1837 року. Спочатку воно називалось Святогорське і входило до складу Сюрзанської волості Глазовського повіту Вятської губернії. Тоді в поселенні проживало 51 особа, нараховувалось 10 будинків. 1891 року село стає волосним центром. У серпні 1918 року у Святогорському відбулось збройне повстання мешканців проти радянської влади. Але воно було придушене червоноармійцями з Глазова на чолі з Баришниковим. 1935 року село перейменоване в Баришниково — на честь першого секретаря Удмуртського обкому ВКП(б). Але після його арешту в кінці 1930-их років село перейменоване в Красногорське. В часи перебудови хотіли двічі повернути стару назву, але мешканці цього не підтримали.